# أولاد درحو (زاوية سيدي بنحمدون)
أولاد درحو هي إحدى مشيخات المملكة المغربية، تتبع جغرافيا لإقليم برشيد وإداريًا لزاوية سيدي بنحمدون. يقدر عدد سكانها بـ 6888 نسمة حسب الإحصاء الرسمي للسكان والسكنى لسنة 2004.